# Ichthyotringidae
Die Ichthyotringidae sind eine ausgestorbene Fischfamilie aus der Ordnung der Eidechsenfischverwandten (Aulopiformes), die in der Oberkreide lebte. Fossilien der beiden bekannten Gattungen wurden in Europa, im Libanon, in Israel, Nordafrika und Nordamerika gefunden.

## Merkmale
Die Ichthyotringidae waren kleine bis mittelgroße Fische von schlanker Gestalt. Auffallend ist ihr langer, schmaler Kopf, wobei sowohl der Ober- als auch der Unterkiefer schnabelartig verlängert waren. Beide Kiefer waren mit kleinen Zähnchen besetzt. Die Augen waren groß. Die kurze Rückenflosse stand etwa über der Körpermitte. Die Bauchflossen waren klein, die Schwanzflosse war gegabelt. Im Allgemeinen sind Rumpf- und Schwanzflossenskelett eher primitiv, während das lange Rostrum zu den abgeleiteten Merkmalen gehört.

## Gattungen
Bisher wurden zwei Gattungen beschrieben.
- Apateopholis Woodward, 1890 (Synonym Rhinellus Agassiz, 1844; 2 Arten)
- Ichthyotringa Cope, 1878 (7 Arten)

## Systematik
Die Ichthyotringidae werden bei Nelson zusammen mit den ebenfalls ausgestorbenen Familien Dercitidae und Prionolepidae der Unterordnung Ichthyotringoidei innerhalb der Aulopiformes (Eidechsenfischverwandte) zugeordnet. Andere Wissenschaftler ordnen alle kreidezeitlichen Eidechsenfischverwandte der Unterordnung Enchodontoidei zu, die allerdings nicht monophyletisch ist.